# Деси
Де́си (хинди देसी, англ. Desi) — термин, применяемый к людям, культурам и продуктам индийского субконтинента и диаспоры. Поскольку «деси» — это широкий термин, список стран, которые считаются «деси», является субъективным; однако часто признается, что Индия, Пакистан, Непал, Бутан, Шри-Ланка и Бангладеш являются странами деси.

## Этимология
Этноним относится к эндонимической категории (то есть является самоназванием). Деси — это индийский термин, который происходит от санксритского слова «देश» (deśá), что означает «регион, провинция, страна». Первое известное использование этого слова найдено в Натьяшастре (около 200 г. до н. э.), где оно определяет региональные разновидности народного исполнительского искусства, в отличие от пан-индийского классического искусства «марги». Таким образом, svadeśa (санскр. स्वदेश) означает собственную страну, а 'paradeśa' (санскр. परदेश) относится к чужой стране или чужой земле.

## История
В то время как оригинальное санскритское слово означало «страна», со временем его стали использовать по отношению к людям, культурам и продуктам определённого региона; например, деси-еда, деси-календари, деси-одежда.
Дези контрастирует со словом «vilāyati» (англицифицировано как «Blighty»), которое первоначально относилось только к Британии (во время британского правления vilāyat (с арабского — «государство») означало Британию), но может также относиться к чему-либо более общему — европейскому или западному. Люди с субконтинента, проживающие в вилаятах (Великобритания) или в других западных странах, называют себя и свою этническую культуру «деси». Пара антонимов «деси-вилайати» широко используется в субконтинентальных языках (хинди, урду, панджаби, бенгали и так далее).
После принятия «Закона об иммиграции и гражданстве 1965 года», США резко увеличили иммиграцию с субконтинента. По мере того, как все большее число студентов с субконтинента прибыло в США и Великобританию, страны их происхождения в разговорной речи назывались «deś». Например, всё индийское, включая индийских экспатриантов, назывались «деси».
Некоторые иммигранты во втором или третьем поколении не относят себя к определённой нации, субкультуре или касте, а представляют собой просто жителей Южной Азии или расы, особенно в связи с увеличением числа браков между различными сообществами диаспоры в Южной Азии.